# Subdoluseps
Subdoluseps — рід сцинкоподібних ящірок родини сцинкових (Scincidae). Представники цього роду мешкають в Південній і Південно-Східній Азії.

## Види
Рід Subdoluseps нараховує 6 видів:
- Subdoluseps bowringii (Günther, 1864)
- Subdoluseps frontoparietalis (Taylor, 1962)
- Subdoluseps herberti (M.A. Smith, 1916)
- Subdoluseps malayana L. Grismer, Dzukafly, Muin, Quah, Karin, Anuar & Freitas, 2019
- Subdoluseps samajaya (Karin, Freitas, Shonleben, L. Grismer, Bauer & Das, 2018)
- Subdoluseps vietnamensis M.V. Le, V.D.H. Nguyen, Phan, Rujirawan, Aowphol, Vo, R. Murphy & S.N. Nguyen, 2021

Два види — S. pruthi та S. nilgiriensis, у січні 2024 року перенесли до новоствореного роду Dravidoseps.